# مؤسسه کردی استانبول
مؤسسه کردی استانبول (کردی: Enstîtuya Kurdî Ya Stenbolê، ترکی استانبولی: İstanbul Kürt Enstitüsü)، تأسیس شده در سال ۱۹۹۲، سازمانی با تمرکز بر ادبیات، زبان و فرهنگ کردی بود. روشنفکران کرد و ترک مانند موسی آنتر، یاشار کایا، اسماعیل بشیکچی، جمشید بندر، فقی حسین ساگنیچ، عبدالرحمن دوره، ابراهیم گوربوز و سلیمان اینان اغلو از بنیانگذاران آن بودند.
عمده فعالیتهای تحقیقاتی این موسسه در زمینه‌های زبانشناسی، فولکلور و تاریخ بود و یک مجله پژوهشی با عنوان زند منتشر کرد. موسسه کردی استانبول دوره‌هایی را به زبانهای زازاکی، کرمانجی و سورانی برگزار می‌کرد و گواهینامه ترجمه به/از زبان کردی را ارائه می‌داد.
همچنین یک واژه‌نامه کردی - ترکی (Büyük Türkçe- Kürtçe sözlük / Ferhanga Mezın Tırkî Kurdî و Büyük Kürtçe -Türkçe Sözlük / Ferhanga Mazın Kurdî Turkî) را منتشر کرده که توسط زانا فارقینی در سال ۲۰۰۴ تهیه شده‌است. همچنین بسیاری از آثار کلاسیک ادبیات کردی، از جمله آثار فقی طیران ، را دوباره منتشر کرده‌است.

## تعطیلی
این موسسه برای اولین بار در ۱۵ نوامبر ۱۹۹۲، کمی پس از افتتاح، مورد حمله قرار گرفت و تعطیل شد.
به دلیل اعلامیه ای که طبق ماده ۱۱ دولت اضطراری ترکیه (OHAL) صادر شده بود، صبح روز ۳۱ دسامبر ۲۰۱۶ این موسسه مجدداً تعطیل و پلمپ شد.